# Depósito de Aeronaves N.º 5 da RAAF
O Depósito de Aeronaves N.º 5 foi uma unidade de manutenção da Real Força Aérea Australiana (RAAF). Foi formado em 1942 na Estação de Forest Hill, perto de Wagga Wagga, Nova Gales do Sul. Esta unidade realizou trabalho de manutenção em aeronaves como o Bristol Beaufort, o Bristol Beaufighter, o Lockheed Ventura e o B-25 Mitchell. Depois da guerra, a unidade foi extinta.